# Filosofía del dinero
Filosofía del dinero (1900; en alemán: Philosophie des Geldes) es un libro sobre sociología económica del sociólogo y filósofo social alemán Georg Simmel. Considerado como la obra más importante del teórico, el libro de Simmel ve al dinero como un agente estructurante que ayuda a las personas a comprender la totalidad de la vida. 

## Dinero y valor
Simmel creía que las personas creaban valor al hacer objetos, luego separarse de esos objetos y luego tratar de superar esa distancia. Descubrió que los objetos que estaban demasiado cerca no se consideraban valiosos y los objetos que estaban demasiado lejos para que las personas los obtuvieran se consideraban valiosos. Lo que también se considera determinante del valor es la escasez, el tiempo, el sacrificio y las dificultades que implica la obtención de objetos. En la era premoderna, a partir del trueque, diferentes sistemas de intercambio de bienes y servicios permitieron la existencia de diferentes sistemas de valores (tierra, comida, honor, amor, etc. ). Con la llegada de una moneda universal como intermediaria, estos sistemas se volvieron reconciliables, ya que todo tendía a volverse expresable en una única métrica cuantificable: su costo monetario.

## Dinero y libertad
Un punto fundamental de Filosofía del dinero es que el dinero trae consigo la libertad personal. El efecto de la libertad se puede apreciar considerando la evolución de las obligaciones económicas. Cuando alguien es esclavo, toda su persona está sujeta al amo. El campesino tiene más libertad, pero si ha de proporcionar al señor pagos en especie, como trigo o ganado, debe producir exactamente el artículo requerido, o canjearlo con una gran pérdida o inconveniente. Pero cuando la obligación toma forma monetaria, el campesino es libre de cultivar trigo, criar ganado o dedicarse a otras actividades, siempre que pague el montante monetario requerido.
La libertad también surge porque el dinero permite un sistema económico de complejidad creciente en el que cualquier relación individual se vuelve menos importante y, por lo tanto, más impersonal. Como resultado, el individuo experimenta un alto sentido de independencia y autosuficiencia. Hay otro sentido en el que el dinero conduce a la libertad, y se origina en la observación de que el propietario tiene verdaderamente derecho a sus posesiones sólo si se ocupa de su mantenimiento y de hacer que den frutos. El dinero es más flexible que la tierra u otros activos y, por lo tanto, libera al propietario de aquellas actividades que son específicas de las entidades reales. Dado que las posesiones monetarias ya no vinculan al propietario a un tipo específico de trabajo, el dinero conduce a una mayor libertad. En consecuencia, la propiedad monetaria habilita la posición de un trabajador puramente intelectual y, según la misma línea de razonamiento, también implica que un hombre rico puede llevar una vida modesta. En cuanto a los trabajadores y gerentes, solo aportan trabajo por salario y solo tratan con un mercado impersonal, por lo que su personalidad está separada de sus actividades laborales específicas. En el caso de los funcionarios públicos, se les paga un salario fijo que es en gran medida independiente de cualquier desempeño laboral específico, y ven su personalidad libre de las actividades laborales. Lo mismo vale para los artistas, como un músico al que se le paga la misma tarifa independientemente de lo bien que toque.
Si bien el sistema monetario mejora la libertad individual, también puede tener consecuencias cuestionables. Un empleado no tiene necesariamente mejores condiciones de vida que un esclavo, ya que una cantidad precisa de dinero corresponde de manera imprecisa a su poder adquisitivo efectivo. En una economía monetaria, los individuos tenderán a anteponer sus intereses financieros a los objetivos de la sociedad o del estado. Si un campesino vende su tierra aunque sea por un precio justo, la libertad monetaria difiere de la actividad personal que ofrece la posesión de la tierra. De manera más general, la libertad de algo no necesariamente equivale a la libertad de hacer otra cosa porque el dinero está "vacío" y es flexible, y no dirige al propietario hacia ninguna actividad específica. Aunque los pagos monetarios pueden liberarse de las obligaciones de contribuciones específicas en especie, también tienen el efecto de eliminar la participación del individuo de un contexto más amplio. Por ejemplo, cuando los estados vasallos atenienses tenían que contribuir con barcos y tropas, los vasallos estaban directamente involucrados en la política exterior y militar de Atenas, al menos en la medida en que los soldados reclutados no podían desplegarse eficazmente contra sus estados de origen. Una vez que la contribución militar fue reemplazada por un tributo monetario, no se pudo imponer tal restricción a la política de Atenas. La evolución natural de este estado de cosas es que los regímenes despóticos tienden a favorecer una economía monetaria.

## Valores personales
Los valores personales se pueden cuantificar en términos de cantidades monetarias equivalentes. Un ejemplo es el wergeld, el valor monetario que se debe pagar a una familia si uno de sus miembros muere. El wergeld fue verdaderamente un reflejo de los valores personales, en este caso de una vida perdida, más que la compensación por el flujo de ingresos que el difunto habría proporcionado a la familia. Asimismo, los valores personales también se cuantifican por la práctica del matrimonio por compra y de la prostitución. Sin embargo, la tendencia histórica ha sido hacia una mayor conciencia de las distinciones individuales, mientras que el dinero es intrínsecamente fungible. Como resultado, el dinero ha sido considerado progresivamente como un equivalente inapropiado a los valores personales, y la mayoría de estas prácticas han caído en desuso. Cuando estas prácticas sobreviven, la cantidad de dinero es tan grande que introduce un elemento afectivo en la transacción. Una esposa comprada por una cantidad exorbitante es especialmente querida para el corazón.
El dinero es fungible y, como tal, contrasta fuertemente con la idea de distinción, según la cual una entidad se distingue de la mayoría y es incomparable con ella. La distinción es una propiedad de la nobleza o de algunas obras de arte, por ejemplo. Simmel toma como ejemplo la Cámara de los Lores, que funciona como el único juez de sus miembros y, al mismo tiempo, se niega a juzgar a cualquier otro individuo. En este sentido, los Lores valoran la distinción en la medida en que incluso el ejercicio de la autoridad sobre otras personas sería visto como una degradación. Los aspectos cuantitativos del dinero tienen el potencial de amenazar y degradar la noción cualitativa de distinción.

## Estilo de vida
Como los valores se pueden cuantificar en términos monetarios, nuestra relación con los objetos ha perdido la mayor parte de su carácter emocional y se ha vuelto más intelectual. Por un lado, nuestra actitud racional puede llevarnos a ser individualistas, a una atomización de la sociedad, e incluso a desconocer el respeto y la bondad. Por otro lado, a menudo hay claras ventajas en confiar en el intelecto en lugar de en las emociones. En cualquier caso, Simmel sostiene que el intelecto es una herramienta y, como tal, carece de un sentido intrínseco de dirección y puede utilizarse para diferentes propósitos. La racionalidad se origina en la naturaleza objetiva, puramente aritmética del dinero, y se refleja en el principio de que la ley es igual para todos y que en una democracia todos los votos son iguales. La capacidad de adaptarse a un entorno cada vez más intelectual se ve reforzada por la educación, que es accesible para una mayoría, pero en sus niveles superiores para una minoría. Como resultado, el dinero puede conducir a la creación de una aristocracia de facto de los ricos. Por ello las tendencias igualitarias suelen rechazar el sistema monetario.
La naturaleza objetiva del dinero surge en última instancia de la división del trabajo, en la que el producto se divorcia de la personalidad del trabajador y el trabajo se trata como una mercancía. Del mismo modo, los productos ya no se adaptan al cliente específico y no reflejan su personalidad, las herramientas de producción están especializadas hasta el punto que el trabajador tiene poco margen de maniobra en la forma en que opera las máquinas, y la moda cambia tan rápidamente que nadie se adhiere a ellas personal o socialmente. Este estado de cosas contrasta con las artes, que refleja la individualidad del autor. El dinero puede aumentar la distancia entre las personas hasta el punto que les permite encajar en ciudades abarrotadas y liberar a las personas del yugo de trabajar en una empresa familiar. (Por cierto, las actividades financieras se concentran en las principales ciudades y la concentración de dinero aumenta el ritmo y la variedad de la vida). La humanidad se ha vuelto progresivamente más independiente de los ritmos de la naturaleza y más dependiente del ciclo económico. "Los objetos y las personas se han separado unos de otros", declara Simmel, y se puede comparar este fenómeno con la teoría de la alienación de Marx.
El dinero se eleva por encima de los conflictos individuales a pesar de que es un participante esencial del conflicto. Ha trascendido sus características de herramienta cuando se ha convertido en el centro alrededor del cual gira el sistema económico, momento en el que también asume el papel de un círculo teleológico que lo abarca todo. Simmel compara este fenómeno con el fetichismo de la mercancía de Marx.
Sin embargo, la división del trabajo permite construir contenidos intelectuales y científicos que superan la capacidad de la mente individual. Incluso en estos casos, sin embargo, puede ser esencial que una sola mente realice una síntesis. De manera similar, a medida que las preocupaciones materiales se vuelven impersonales, lo que queda puede volverse más personal. Por ejemplo, como la máquina de escribir ha liberado al escritor de la engorrosa mecánica de la escritura, puede dedicar más atención al contenido original de su trabajo. Realmente depende de la humanidad si el dinero conducirá a un aumento del carácter distintivo y el refinamiento o no.

## Efectos sociales del dinero
La perspectiva de Simmel, aunque sombría, no es del todo negativa. A medida que aumentan el dinero y las transacciones, la independencia de un individuo disminuye al ser atraído hacia una red holística de intercambio gobernada por un valor monetario cuantificable. Paradójicamente, esto da como resultado una mayor libertad potencial de elección para el individuo, ya que el dinero puede invertirse hacia cualquier objetivo posible, incluso si la falta de dinero de la mayoría de las personas hace que ese potencial sea bastante bajo la mayor parte del tiempo. La naturaleza homogeneizadora del dinero fomenta una mayor libertad e igualdad y disuelve las formas de feudalismo y mecenazgo, incluso cuando minimiza los logros excepcionales e inconmensurables en el arte y el amor.